# Szentimrefalva, Veszprém
Szentimrefalva  este un sat în districtul Sümeg, județul Veszprém, Ungaria, având o populație de 224 de locuitori (2011). 

## Demografie
Componența etnică a satului Szentimrefalva
     Maghiari (98,28%)
     Germani (1,72%)
Componența confesională a satului Szentimrefalva
     Romano-catolici (69,64%)
     Fără religie (4,46%)
     Reformați (1,79%)
     Necunoscută (24,11%)
Conform recensământului din 2011, satul Szentimrefalva avea 224 de locuitori. Din punct de vedere etnic, majoritatea locuitorilor (98,28%) erau maghiari, cu o minoritate de germani (1,72%).  Din punct de vedere confesional, majoritatea locuitorilor (69,64%) erau romano-catolici, existând și minorități de persoane fără religie (4,46%) și reformați (1,79%). Pentru 24,11% din locuitori nu este cunoscută apartenența confesională.